# Colin Gordon
Colin Gordon, född 27 april 1911 i Brittiska Ceylon, död 4 oktober 1972 i Haslemere, Surrey, var en brittisk skådespelare.

## Rollista i urval
- 1949 – Edward, min son
- 1951 – Mannen i vita kostymen
- 1951 – Skratt i paradiset
- 1952 – I morgon börjar livet
- 1953 – Allt kan hända i Paris
- 1956 – The Extra Day
- 1959 – I intimaste laget
- 1959 – Musen som röt
- 1960 – Det perfekta inbrottet
- 1961 – I fräckaste laget
- 1962 – Djävulens agent
- 1962 – Massor av bovar
- 1962 – Vilket himla liv
- 1962, 1972 – Steptoe and Son (TV-serie)
- 1963 – Den rosa pantern
- 1967 – Höj inte bron, sänk floden
- 1967 – Casino Royale
- 1967 – Doctor Who (TV-serie)
- 1967 – The Prisoner (TV-serie)
- 1968 – Subterfuge